# Klaus Larres
Klaus W. Larres (* 1958 in Schleiden) ist ein deutscher Historiker und Politikwissenschaftler. Er lehrt als Professor für Geschichte und Internationale Beziehungen an der University of North Carolina at Chapel Hill.
Klaus Larres studierte an der Universität zu Köln und an der London School of Economics and Political Science (LSE). Larres erhielt Stipendien des Deutschen Akademischen Austauschdienstes (DAAD), des British Council und des britischen Foreign and Commonwealth Office (FCO), die ihn die Forschungsaufenthalte in Großbritannien ermöglichten. Vom Central Research Fund der Universität London erhielt er im September/Oktober 1990 ein Stipendium für einen Forschungsaufenthalt in den USA. Im Jahre 1992 wurde er an der Universität zu Köln promoviert mit der Arbeit Politik der Illusionen. Churchill, Eisenhower und die deutsche Frage 1945–1955. Die Arbeit wurde am LSE von Donald Cameroon Watt und in Köln von Erich Angermann betreut.
Larres lehrte als Professor für internationale Beziehungen an der University of London, war Jean Monnet Professor an der Queen’s University Belfast und war Professor für Geschichte und internationale Beziehungen an der University of Ulster in Nordirland. 2002 bis 2003 hatte er den Henry A. Kissinger Chair in auswärtiger Politik und internationalen Beziehungen an der Library of Congress in Washington. Ende 2011 hat er einen Ruf an die University of North Carolina at Chapel Hill auf den Richard M. Krasno Distinguished Chair in Geschichte und internationale Beziehungen angenommen.
Larres ist auch Senior Fellow und Gastprofessor an der School of Advanced International Studies (SAIS) der Johns Hopkins University. Larres war außerdem Fellow und Gastprofessor an der Yale University, Oxford University, Universität Innsbruck, George Washington University, Universität Jyväskylä, am Deutschen Historischen Institut in Washington und am American Institute for Contemporary German Studies.
Larres ist Experte transatlantischer Beziehungen und der amerikanischen, deutschen und britischen Außenpolitik im Kalten Krieg und der Folgejahre in vergleichender Perspektive. Seine Arbeiten konzentrieren sich auf die Auswirkungen der von den USA betriebenen Globalisierung auf die politische, wirtschaftliche und kulturelle Transformation in Europa und anderswo sowie auf die geopolitischen Entwicklungen in der Zeit nach dem Kalten Krieg. Außerdem arbeitet er schwerpunktmäßig zur Geschichte, Politik und Ökonomie der europäischen Integration und der internationalen Geschichte des Kalten Krieges.

## Schriften (Auswahl)
- Uncertain Allies: Nixon, Kissinger, and the Threat of a United Europe. Yale University Press, New Haven 2022, ISBN 978-0-300-17319-2.
- A companion to Europe since 1945. Wiley-Blackwell, Chichester 2009, ISBN 1-405-10612-3.
- mit Kenneth Osgood: The Cold War after Stalin's death. A missed opportunity for peace? Rowman & Littlefield Publ., Lanham 2006, ISBN 0-7425-5451-1.
- Germany since unification. The domestic and external consequences. Macmillan, Basingstoke u. a. 1998, ISBN 0-333-64981-8.
- The Federal Republic of Germany since 1949. Politics, society and eoconomy before and after unification. Longman, London u. a. 1996, ISBN 0-582-23890-0.
- Politik der Illusionen. Churchill, Eisenhower und die deutsche Frage 1945–1955 (= Veröffentlichungen des Deutschen Historischen Instituts London / Deutsches Historisches Institut London. Bd. 35). Vandenhoeck & Ruprecht, Göttingen 1995, ISBN 3-525-36320-6.